# Rade Veljović
Rade Veljović, cyr. Раде Вељовић (ur. 9 sierpnia 1986 w Belgradzie) – serbski piłkarz występujący na pozycji napastnika.

## Kariera
Rade Veljović karierę zaczynał w FK Jedinstvo Ub. W 2006 roku przeniósł się do klubu z Meridijan Superligi, Napredaku Kruševac. Po sezonie 2006/2007 przeniósł się do FK Voždovac. Od 2009 roku reprezentuje barwy rumuńskiego CFR 1907 Kluż. W sezonie 2009/2010 przebywał na wypożyczeniu w Unirea Alba Iulia. W 29 meczach ligowych rozegranych dla tego klubu strzelił 5 bramek.
W 2008 roku zadebiutował w Reprezentacji Serbii U-21. Rok później został powołany na Mistrzostwa Europy U-21.